# Harangvirágfélék
A harangvirágfélék (Campanulaceae) családja az egyre elfogadottabb APG osztályozás szerint a fészkesvirágzatúak (Asterales), más szerzők szerint a harangvirágúak (Campanulales) rendjébe tartozik. Főleg a mérsékelt és szubtrópusi övekben terjedt el, a trópusokon inkább a hegyvidékeken fordul elő.

## Jellemzők
A levélállás általában szórt, a levelek épek vagy karéjosak. A szár tejnedvet tartalmaz. A virág általában sugaras szimmetriájú, néha zigomorf. A csésze 5 levélből nőtt össze, a párta is forrt, 5 sziromlevél alkotja. A porzók száma is 5. A termő 3-5 termőlevélből nőtt össze, a magház alsó állású. A portokok a virágzás idején minden esetben szabadok. A bibeszál felszínén lévő apró szőrökre jellemzően rátapad a felnyíló portokok virágportömege. A termés lyukakkal nyíló tok, vagy bogyótermés.

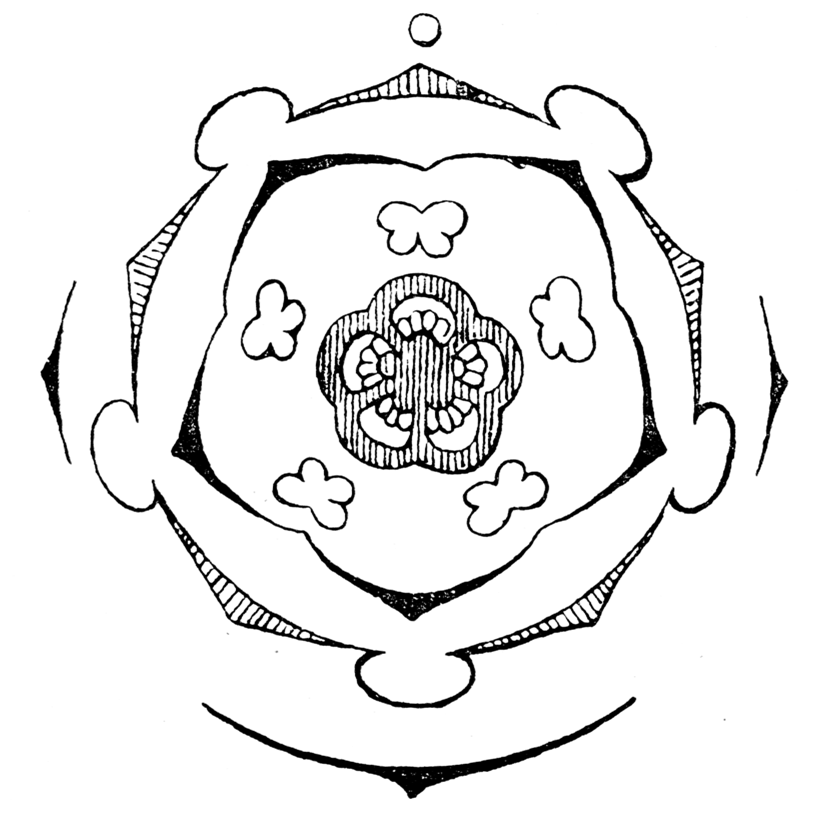
Campanula medium virágdiagramja

## Rendszerezés

### APG-rendszer
Az APW (Angiosperm Phylogeny Website) szerint a családba 84 nemzetség 2380 faja tartozik 5 alcsaládba rendezve:
- Nemacladoideae

Például Nemacladus és Parishiella nemzetségek, összesen 15 faj, Észak-Amerika nyugati része.
- Campanuloideae

50 nemzetség 1050 faja. A legnépesebb nemzetségek (zárójelben a fajszám):
Campanula (420, ebből 100 csak Törökországban), Wahlenbergia (260), Adenophora (65), Codonopsis (50)
- Lobelioideae

Főképp évelők és egynyáriak, vagy kisebb fák tartoznak ebbe az alcsaládba. A legtöbbjük trópusi, de a sarkvidékek, Belső-Ázsia és a Közel-Kelet kivételével mindenütt elterjedtek. Leveleik egyszerűek, váltakozó állásúak, zigomorf virágaik öttagúak, az összenőtt porzók száma is öt. A párta csővé forrt, a pártacimpák közül kettő felfelé, három lefelé fordul. 29 nemzetség 1200 faja tartozik a csoportba. A népesebb nemzetségek:
Lobelia (400+), Siphocalymus (230+), Centropogon (215), Burmeistera (100+), Cyanea (80).
- Cyphocarpoideae

1 nemzetség (Cyphocarpus) 3 faja. A hazájuk Chile.
- Cyphioideae

1 nemzetség (Cyphia) 65 faja. Afrika.

### Egyéb rendszerek
A hagyományos rendszerezők többsége a családot az önálló harangvirágúak (Campanulales) rendjébe sorolja.